# الرقاق (ولد ربيع)

تعديل مصدري - تعديل

الرقاق هي إحدى قرى عزلة قيفه ال مهدي بمديرية ولد ربيع التابعة لمحافظة البيضاء، بلغ تعداد سكانها 43 نسمة حسب تعداد اليمن لعام 2004.